# Asociația Artiștilor Fotografi din România
Asociația Artiștilor Fotografi din România (AAF) a fost o organizație națională culturală având ca scop principal promovarea artei fotografice românești. AAF, cu sediul central în București (parterul imobilului Informația Bucureștiului din strada Brezoianu), era afiliată FIAP (Federația Internațională a Artiștilor Fotografi), sub patronajul UNESCO. Înființată în plină perioadă comunistă, AAF i-a reunit în structura sa pe cei mai reprezentativi artiști fotografi români ai epocii (vezi categoria Fotografie), fiind organizată teritorial în filiale, pe regiunile tradiționale (Muntenia, Moldova, Transilvania etc.). Organul de presă al AAF a fost revista Fotografia.
Deși tributară uneori ideologiei comuniste, AAF a reușit să impună saloanelor internaționale de artă fotografică organizate periodic în Sala Dales din București, o anume ținută de autentică valoare și înaltă performanță artistică. Pe simezele Galeriilor AAF din strada Brezoianu-București au expus artiști fotografi români și străini de mare notorietate. 
Criticată după revoluția din decembrie 1989 tocmai de către membrii săi cei mai marcanți pentru concesiile pe care conducătorii organizației le-au făcut propagandei de partid și mai cu seamă în cadrul Festivalului Național Cântarea României, Asociația Artiștilor Fotografi din România s-a diluat până la pragul pierderii identității. Din decembrie 2007 AAFR și-a reluat activitatea sub o nouă conducere, sediul fiind mutat la Oradea.